# Rekonstruktioner af vikingeskibe
Rekonstruktion af vikingeskibe hører til de mere almindelige skibsrekonstruktioner. Skibene er fremstillet på baggrund af arkæologiske fund af vikingeskibe fra Norden: Primært Skuldelevskibene og Ladbyskibet fra Danmark og Gokstadskibet og Osebergskibet fra Norge.
Viking, der var den første rekonstruktion af et vikingeskibe nogensinde, blev bygget Framnæs Mekaniske Værksted i Sandefjord i Norge. I 1893 sejlede det tværs over Atlanterhavet til Chicago i USA til World's Columbian Exposition. Det har tidligere været i Lincoln Park i Chicago i Illinois, men er nu i Geneva i USA for at blive konserveret.
Der er et betragteligt antal moderne rekonstruktioner af vikingetidens skibe i Nordeuropa og Nordamerika. Særligt Vikingeskibsmuseet i Roskilde har fremstillet mange nøjagtige rekonstruktioner på baggrund af Skuldelevskibene i samlingen, heriblandt den nok mest berømte Havhingsten fra Glendalough, der blev bygget i 2004 på baggrund af det største af Skuldeleveskibene, Skuldelev 2. Derudover har private bådelaug og andre museer rekonstrueret vikingeskibe. Skibene har været anvendt til sejladser i lokalområdet, men flere har også sejlet over Nordsøen og Atlanterhavet.

## Europa

### Danmark
- Freja Byrding - Hejlsminde, 1984 (14 m, 5-8 personer, Skuldelev 3)
- Havhingsten fra Glendalough (Roskilde, Danmark, 2004 (30 m, 60-100 personer, Skuldelev 2)[2] Sejlede fra Roskilde til Dublin i 2007-2008.
- Heidrun - Skælskør
- Helge Ask - Roskilde, 1991[3] (17 m, 30 personer, Skuldelev 5)[4]
- Imme Aros - Århus, 1969 (13,5 m, 30 personer, Ellingåskibet fra 1163, omdøbt til Imme Struer i 2003)[5][6]
- Imme Gram - Tønder, 1963 (20 m, 32 personer, Ladbyskibet, gået tabt 2009)[7][8]
- Imme Sejr - Tønder, 2013 (21.5 m, 38 personer, Ladbyskibet)[9]
- Kraka - Roskilde, 1971 (40 ft, 7-15 personer)
- Kraka Fyr - Roskilde, 1987 (12.2 m, 5-15 personer, Skuldelev 6)[10]
- Ladbydragen - Vikingemuseet Ladby, 2016 (21,5 m, 32 årer, Ladbyskibet)[11]
- Lindheim Sunds - Ollerup, 1977 (17 m, 30 personer, Skuldelev 5)[7][12]
- Nidhug - Lundby Strand, 1998 (16 m, 3-28 personer)[13]
- Ottar af Roskilde - Roskilde, 2000[14] (15,84 m, 6-8 personer, Skuldelev 1)
- Randaros - Randers (39 ft)
- Roar Ege - Roskilde, 1985[3] (14 m, 5-8 personer, Skuldelev 3)[14]
- Røskva - Skælskør
- Saga Siglar - Roskilde, 1983 (15,84 m, 6-8 personer, Skuldelev 1, sank ud for Cataloniens kyst i 1992)[14]
- Sebbe Als - Augustenborg, 1969[15] (17 m, 30 personer, Skuldelev 5)
- Sif Ege - Frederikssund, 1990 (14 m, 5-8 personer Skuldelev 3)[16]
- Skjoldungen - Vikingeskibsmuseet (Skuldelev 6)
- Thor - Nees Sund, Mors, 2005 (15,8 m, 26 mand, 90% nedmålt kopi af Skuldelev 5)[17]

### Estland
- Turm - Tartu, længde: 12 m, bredde: 2,5 m, replika af Lapuriskibet, bygget 2008-2009[18]
- Aimar - Käsmu, Estonia, bygget 2009-2010, 1/2 størrelse replika af Gokstadskibet. Længe: 10 m, bredde 2 m, 8 årer [19][20]
- Thule og Neyve - Nõva, Läänemaa, bygget 2010-2011, 1/4 replika af Gokstadskibet, (længde: 6,7 m, bredde: 1,7 m og 4 årer[21]
- Äge - Kiruvere, (længde 11,6 m, bredde: 2,8 m, 12 årer, bygget 2011-2012, replika af Foteviken 1 (Fotevikens Museum)[22][23]

### Frankrig
- Dreknor - Cherbourg, 2008 (23,4 m, 35 personer, replika af Gokstadskibet)
- Gungnir - Puiselet-Saint-Pierre-lès-Nemours, 2001, (18 m, 12 årer, replika af Gokstadskibet)
- Vinland - Le Canet, 1990 (17 m, 32 årer, replika af Gokstadskibet)[24]

### Island
- Íslendingur - (22,5 m, 9 personer) en replika af Gokstadskibet, som befinder sig på museet Vikingeverden på Island
- Vésteinn - Island (længde 12 m, bredde 2,7 m, 14 årer, 1/2 replika af Gokstadskibet, bygget i 2008 i Thingeyri)[25]

### Norge
- Draken Harald Hårfagre - Haugesund, 2012 (35 m, 100 personer)
- Dronningen - Bjørkedalen, 1987 (replika af Osebergskibet)[14]
- Gaïa - Sandefjord, 1990 (24 m, 32 personer, replika af Gokstadskibet)
- Lofotr - Lofotr Vikingmuseum, 1992 (23,8 m, 32 personer, replika af Gokstadskibet)
- Saga Farmann - Tønsberg, 2018, (20 m, replika af Klåstadskibet)
- Saga Oseberg - Tønsberg, 2012, (22 m, 30 personer, replika af Osebergskibet)
- Saga Siglar Volda - 1983, (16,5 m, knarr, replika af Skuldelev 1). Forlist i 1992.

### Storbritannien
- Hugin - befinder sig i Pegwell Bay i Ramsgate, Kent. Bygget i Danmark i 1949 som en rekonstruktion af Gokstadskibet.
- Odin's Raven - 15 m, 2/3 skala replika af Gokstadskibet, bygget i Norge. Sejlede over Nordsøen og befinder sig nu på museet House of Manannan i Peel på Isle of Man
- Ratatosk - bygget i Norge, befinder si gnu i USA (20 ft, 6 personer, 1/4 skala replika af Gokstadskibet)[26]

### Sverige
- Aifur - Mälaren, 1992 (9 m, 9 personer, replika af Gokstadskibet)
- Glad av Gillberga - Värmlands län, 1998, (17,5 m, 32 personer, replika af Skuldelev 5)
- Helga Holm - Stockholm, 1983 (22,5 m, 20 personer, replika af båden fra Helgeandsholmen)
- Himingläva - 2001, (9,75 m, 9 personer, mindre udgave af Gokstadskibet)
- Krampmacken - Gotland, 1980 (8 m, replika af Bulverketbåden)
- Ormen Friske - Trosa, 1949 (23 m, 12-70 personer, Gokstadskibet, gået tabt i 1950)[27]
- Ottar - 1998, rekonstruktion af Årbybåden. Bygget i Uppland.[28][29]
- Tälja [30] - Norrtälje, 1996-98, (9,3 m, 9-11 personer, replika af Viksbåten)
- Vidfamne - Göteborg, 1994, (16,3, 12-15 personer, replika af Äskekärrskibet)

### Tyskland
- Sigyn - Slesvig - 2002, (14,5 m, Skuldelev 3)
- Svarog - Ukranenland, Torgelow - 1997, 10 m
- Svantevit - Ukranenland, Torgelow - 1998, 14 m

## Amerika

### Canada
- Freydis Joanna - Musée d'Alberta, 2008 (6,5 m, fremstillet af Vikingeskibsmuseet i Roskilde, replika af Gokstadskibet)[31]
- Munin - Vancouver, British Columbia, 2001 (40 ft, 7-15 personer, replika af Gokstadskibet)[32]
- Snorri - Vinland (Newfoundland), 1997 (16 m, Skuldelev 1)
- Viking Saga - Vinland, (Newfoundland og Labrador)

### USA
- Skelmir - San Antonio, Texas (22 ft, 8 personer)[33]
- Viking - Bygget på Rødsverven skibsværft i Sandefjord, Norge.[34]
- Leif Erikson (42 ft, 4 personer) - sejlede over Atalnterhavet fra Bergen i 1926. Befinder sig i Leif Erikson Park, Duluth, Minnesota.[35]
- Redwolf - San Antonio (40 ft, 17 personer - under fremstilling)
- Fyrdraca - Missouri (32 ft, 18 personer - pensioneret fra service med Longship Company 2003)
- Sae Hrafn[36] - Maryland (40 ft, 18 personer)
- Gyrfalcon[37] - Maryland (20 ft, 5 personer)
- Skogar Þrostur (tidligere kaldt Blackbird) - Connecticut (22 ft, 3 personer). Bygget i Ohio af gruppen 'Viking Age Vessels' og nu ejet af Vinland Longships i Connecticut.[38]
- Yrsa[39] - Missouri (27 ft 8 personer)
- Wulfwaig - Oklahoma City (21 ft, 5 personer)
- Hjemkomst[40] - Moorhead, Minnesota. Byggeriet begyndte i 1974, og skibet sejlede fra Duluth, til Bergen i i 1982 med 12 mand ombord. Befinder sig nu på Hjemkomst Center i Moorhead, Minnesota
- Norseman[41] - Kalmar Nyckel Skibsværft, Wilmington, DE. (LOA: 40'; LWL: 26'; Beam: 9')